# Ibrahimpatnam
Ibrahimpatnam es una ciudad censal situada en el distrito de Rangareddy en el estado de Telangana (India). Su población es de 12349  habitantes (2011). Forma para del área metropolitana de Hyderabad.

## Demografía
Según el censo de 2011 la población de Ibrahimpatnam era de 12349 habitantes, de los cuales 5969 eran hombres y 6380 eran mujeres. Ibrahimpatnam tiene una tasa media de alfabetización del 72,34%, superior a la media estatal del 67,02%: la alfabetización masculina es del 78,37%, y la alfabetización femenina del 66,83%.